# Barry Barnes (basket-ball)
Barry Barnes, né le 29 mars 1942 à Evatt (en), Territoire de la capitale australienne, est un ancien joueur et entraîneur australien de basket-ball.

## Palmarès
- Basketball Australia Hall of Fame 2007
- Entraîneur de l'année de la National Basketball League 1980